# Vodní nádrž Oder
Vodní nádrž Oder (německy: Odertalsperre) se nalézá v Německu v pohoří Harz. Přehrada leží nad městem Bad Lauterberg v Dolním Sasku. Přehrada byla vystavěna mezi lety 1930–1933 a do provozu byla uvedena roku 1934. Jejím provozovatelem je společnost Harzwasserwerke.

## Účel hráze
Přehrada byla postavena hlavně k ochraně před povodněmi a jako regulátor hladiny vody během období sucha. Takovéto parametry si vyžádaly vytvoření speciálního plánu, jelikož dohromady nešly skloubit. Přehrada je vždy před zimou vypuštěna na nejmenší provozní úroveň a během jarního tání se naplní, aby v létě mohla regulovat hladinu vody. K tomuto účelu společnost Harzwasserwerke vytvořila speciální program, který počítá se všemi aspekty počasí. Přehrada je také přečerpávací hydroelektrárna s instalovaným výkonem 5,04 MW.

## Hráz
Hráz přehrady je sypaná s centrálním betonovým jádrem.